# Mini Estadi

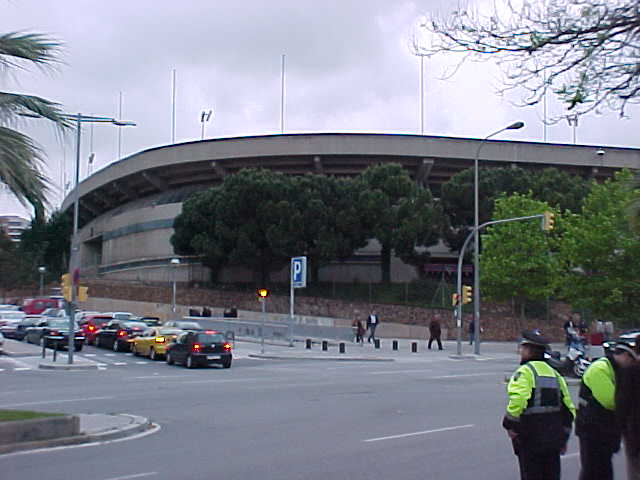
Mini Estadi

Mini Estadi (kat. Mały Stadion) - nieistniejący już stadion piłkarski w Barcelonie. Obiekt o pojemności 15 276 był drugim stadionem FC Barcelony. Na co dzień na Mini Estadi grała sekcja żeńska FC Barcelony, drugi zespół tego klubu - FC Barcelona B, a także Juvenil A. Okazjonalnie występowała tam także reprezentacja Andory w piłce nożnej. Na tym obiekcie grali również zawodnicy drużyny futbolu amerykańskiego ligi NFL Europa, FC Barcelona Dragons. Wymiary boiska wynosiły 103 na 65 metrów. 13 listopada 2005 roku reprezentacja Polski pokonała na tym stadionie 3−0 reprezentację Ekwadoru. W 2019 r. stadion został zburzony.